# Mikko Esko
Mikko Esko (Vammala, 3 settembre 1978) è un pallavolista finlandese.
Gioca nel ruolo di palleggiatore nel Vammalan Lentopallo.

## Palmarès

### Club
- Coppa di Turchia: 1

2014-15
- Campionato finlandese: 2

2016-17, 2017-18
- Coppa di Finlandia: 3

2016, 2017, 2018
- Supercoppa turca: 1

2014